# Писар великий коронний
Писар великий коронний (пол. Pisarz wielki koronny, лат. Notarius magnus) — центральний несенаторський уряд Корони Королівства Польського та Речі Посполитої, помічник короля та канцлера.

## Історія
Уряд заснований 1504 року, його займали виключно католицькі священики. Конвокаційний Сейм (1764) встановив наявність двох писарів великих у Короні та двох у Великому князівстві, з цих посад було усунуте духовенство. 1775 року їхня кількість була подвоєна, були введені по одному писареві світському та трьох духовних.

## Обов'язки
Великий коронний писар мав знаходитися завжди при королю або ж у його канцелярії. Його завданнями було вести книгу королівської канцелярії, відповідно й адекватно укладати тексти ухвал і постанов із державних справ. Він видавав готові документи та дипломи їхнім адресатам. Це вимагало добрих знань канцелярської справи та знання іноземних мов, адже писар часто брав участь у посольствах до інших правителів.
Великий писар засідав з правом вирішального голосу в суді асесорському, він також розробляв формулювання вироків.

## Деякі відомі писарі великі коронні

### Світські
- Пйотр Ожаровський (1768—1775)
- Міхал Юзеф Жевуський (1744—1752)

### Духовні
- Миколай Дембовський
- Владислав Лубенський